# پول نگیر
«پول نگیر» (به انگلیسی: Don't Take the Money) ترانه‌ای ضبط شده توسط گروه ایندی پاپ آمریکایی بلیچرز برای دومین آلبومشان اکنون از دست رفته (۲۰۱۷) است. جک آنتونوف این ترانه را با خواننده نیوزلندی لرد نوشت و با گرگ کرستین و وینس کلارک تهیه کرد. این ترانه در ۳۰ مارس ۲۰۱۷ به عنوان تک‌آهنگ اصلی آلبوم توسط آرسی‌ای رکوردز منتشر شد. «پول نگیر» یک ترانه پاپ و سینث‌پاپ با تأثیرگذاری از موسیقی دهه ۸۰ میلادی است. به گفته آنتونوف، عنوان آهنگ عباراتی است که او اغلب در یک زمینه انگیزشی در مورد ملاقات با یک عشق آینده استفاده می‌کند.